# Paul Voisin
Paul Voisin (ur. 14 sierpnia 1951 w Waterloo) – kanadyjski duchowny rzymskokatolicki, w latach 2017–2023 przełożony generalny Zgromadzenia Zmartwychwstania Pana Naszego Jezusa Chrystusa.

## Życiorys
Święcenia kapłańskie przyjął 14 maja 1977. Był misjonarzem w Boliwii. Od 2012 roku pełnił funkcję wikariusza generalnego diecezji Hamilton na Bermudach. 15 czerwca 2017 kapituła generalna wybrała go na generała zakonu zmartwychwstańców.